# چشمه کبود شمالی
شهبازبگ یک روستا در ایران است که در دهستان میربگ شمالی واقع شده‌است. شهبازبگ ۹۸ نفر جمعیت دارد.